# 納沙布號列車
「納沙布」（日语： Nosappu */?）是北海道旅客鐵道（JR北海道）在根室本線釧路站至根室站之間（通稱：花咲線）運行的快速列車。在本條目內，將會記載姊妹列車「花咲」（日语： Hanasaki */?）號列車。

## 概要
在1959年（昭和34年）9月22日，行走釧路站至根室站之間的準急（後來升格為急行）「納沙布」開始營運。但在1989年（平成元年）5月1日起，「納沙布」由急行列車降級為快速列車。
當初「納沙布」只有2往返班次。在1992年（平成4年）7月1日，其中1往返班次改名為「花咲」，日間下行一班列車和晚間上行一班列車為「納沙布」，而早上下行一班列車與日間上行一班列車為「花咲」。
在2016年（平成28年）3月26日時刻表修正，由於普通列車減班影響，晚間上行「納沙布」被廢止。現在「納沙布」只有下行1班、「花咲」1往返班次。

### 列車名的由來
「納沙布」是來自北海道根室半島最東端的海角納沙布岬，而「花咲」是來自根室本線釧路站至根室站之間的愛稱「花咲線」。

## 運行狀況
由2018年（平成30年）6月20日至現在，「花咲」有1往返班次，分別在早上（下行列車）和日間（上行列車）運行。而「納沙布」只有一班日間下行列車運行。
日間「納沙布」下行列車與「花咲」上行列車是可以接駁行走釧路站至札幌站之間之特急「超級大空」（下行1號、上行8號）。除外在過往日子，晚間「納沙布」上行列車與早上「花咲」下行列車是可以在釧路站接駁夜行特急「毬藻」。在「毬藻」延長運輸至根室駅時期，下行「花咲」與上行「納沙布」會暫時停運，該段時間會以快速「毬藻」型式運行。

### 停車站

#### 花咲
- 下行列車會加停（ ）內之車站

釧路站 - （東釧路站） - 厚岸站 - 茶內站 - 濱中站 - 厚床站 - 別當賀站 - 落石站 - 昆布盛站 - 西和田站 - 東根室站 - 根室站

#### 納沙布
釧路站 → 東釧路站 → 武佐站 → 別保站 → 上尾幌站 → 厚岸站 → 茶內站 → 濱中站 → 厚床站 → 落石站 → 根室站

#### 2008年1月時的停車站[2]
「花咲」下行列車在釧路站約早上5時出發，上行列車在根室站約早上11時出發，「納沙布」下行列車在釧路站約早上11時出發，上行列車在根室站約下午9時出發。兩列車各有1往返班次。
- 下行列車會加停（ ）內之車站

花咲

釧路站 - （東釧路站） - 厚岸站 - 茶內站 - 濱中站 - 厚床站 - （落石站） - 根室站

納沙布

釧路站 - （東釧路站） - （武佐站） - （別保站） - （上尾幌站） - 厚岸站 - 茶內站 - 濱中站 - 厚床站 - 落石站 - 根室站

### 使用車輛
KiHa 54型柴聯車

## 沿革

### 急行「納沙布」
- 1959年（昭和34年）9月22日：「納沙布」在釧路站至根室站之間的準急列車開始運行[1]。當初只有1卡編成1往返班次。
- 1961年（昭和36年）10月1日：準急「納沙布」增至2往返班次。同時增至2卡編成。
- 1966年（昭和41年）3月5日：準急列車制度變更，準急「納沙布」升格至急行列車。
- 1972年（昭和47年）3月15日：急行「狩勝」下行1班釧路站至根室站之間分離，成為急行「納沙布」。使「納沙布」共有下行3班次，上行2班次。下行1班列車連結綠色車廂。
- 1981年（昭和56年）10月1日：急行「納沙布」1往返班次廢止。使「納沙布」下行2班次、上行1班次。並不再連結綠色車廂。
- 1984年（昭和59年）2月1日：急行「狩勝」上行1班釧路站至根室站之間分離，成為急行「納沙布」。使「納沙布」變成2往返班次。
- 1986年（昭和61年）11月1日：急行「納沙布」1往返班次廢止。使「納沙布」變回1往返班次。使用車輛變為KiHa 53形500番台[3]。
- 1987年（昭和62年）4月1日：伴隨國鐵分割民營化，列車由北海道旅客鐵道（JR北海道）運行。
- 1989年（平成元年）5月1日：急行「納沙布」降格為快速列車。
  - 急行廢止時的停車站：釧路站 - 厚岸站 - 茶內站 - 濱中站 - 厚床站 - 根室站

### 快速「納沙布」「花咲」
- 1989年（平成元年）5月1日：快速「納沙布」開始運行。當初為2往返班次。
- 1992年（平成4年）7月1日：「納沙布」1往返班次改名為「花咲」。
- 2016年（平成28年）3月26日：由於花咲線普通列車減班，晚間上行「納沙布」廢止。「納沙布」剩下下行1班次，「花咲」1往返班次[報道 1][報道 2]。下行「花咲」在厚床站至根室站之間各站停車。
- 2017年（平成29年）3月4日：上行「花咲」在根室站至別當賀站之間各站停車。

## 曾出現本列車的虛構作品
- 文春文庫出版　西村京太郎著作　「ミニ急行ノサップ殺人事件」　ISBN 4-16-745405-X

## 注腳
1. 1 2 3  『特急・急行トレインマーク図鑑』 12頁
2. ↑  交通新聞社「道内時刻表」2008年1月号P166・P167
3. ↑  「最果て急行ノサップの旅路　根釧原野をゆく」鉄道ジャーナル別冊No.17 『国鉄最終列車』、1987年。（鉄道ジャーナル別冊No.52『思い出の急行列車』〔2005年〕再次收錄。）

### 報道發表資料
1. 1 2   (PDF) (新闻稿). 北海道旅客鐵道. 2015-11-27  [2015-11-28]. （原始内容 (PDF)存档于2015年11月28日）.
2. 1 2   (PDF) (新闻稿). 北海道旅客鐵道. 2016-02-08  [2016-02-09]. （原始内容 (PDF)存档于2016年2月9日）.

### 書籍
- 鼠入昌史・松原一己（著）. . 双葉社. 2015-08-23: 12. ISBN 978-4-575-30931-7. ISBN 4-575-30931-1.

### 雜誌
- 鉄道ジャーナル社. . 鉄道ジャーナル (鉄道ジャーナル社（日语：鉄道ジャーナル#鉄道ジャーナル社）). 1993年9月, (通巻323号（1993年9月号）): 85. ISSN 0288-2337.